# Districts du canton de Saint-Gall

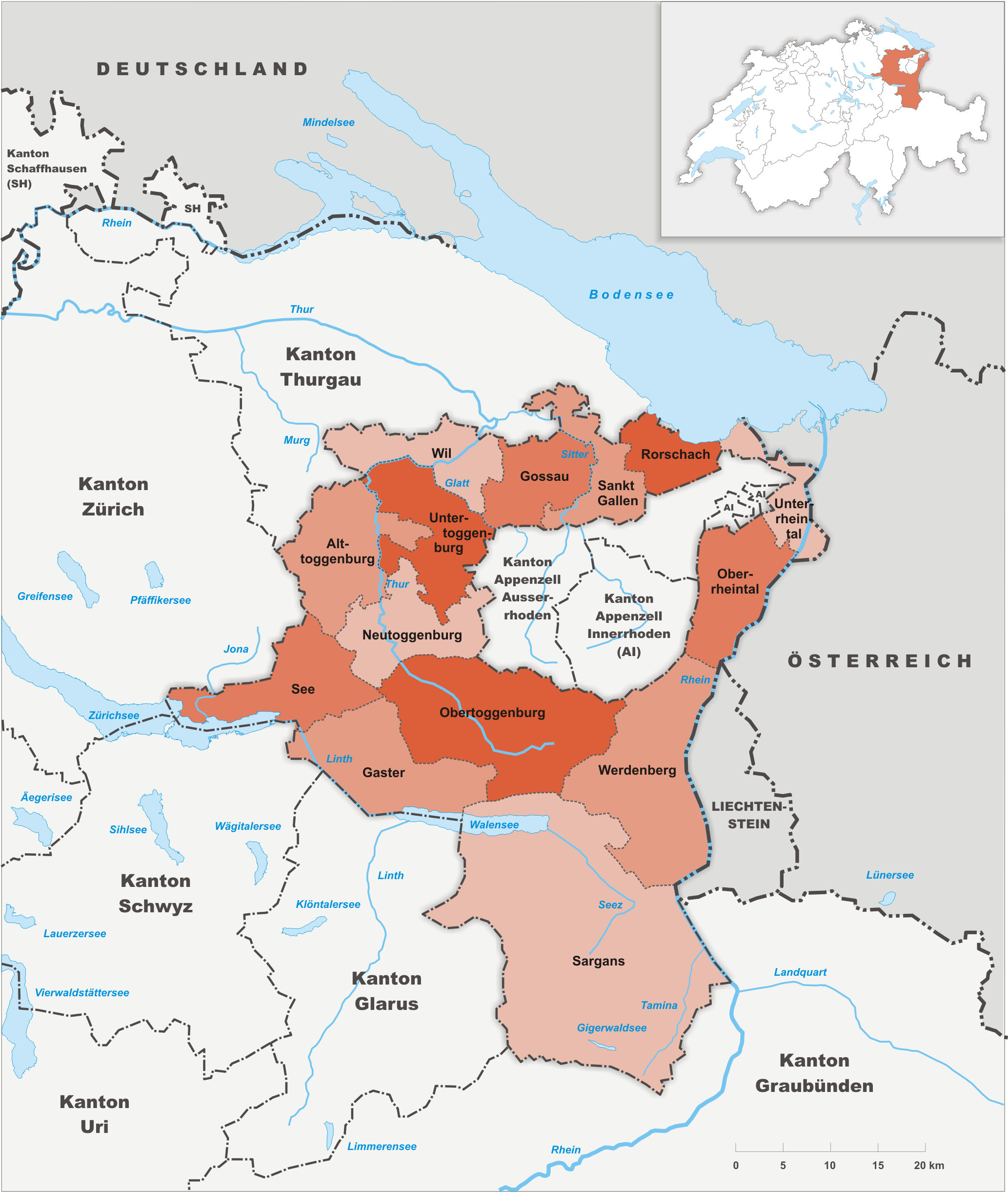
Districts du canton de Saint-Gall en 2002.

Cet article présente une liste des anciens districts du canton de Saint-Gall en Suisse.
Ils ont été remplacés en 2003 par huit circonscriptions électorales.

## Histoire

### Découpage initial
Le canton de Saint-Gall (en allemand : Kanton Sankt Gallen) a été créé par le chapitre IX de l'acte de médiation du 19 février 1803.
Son article 1er le divisa en huit districts (en allemand : Berzike), subdivisés en quarante-quatre cercles (en allemand : Kreise), comprenant une ou plusieurs communes.
Les huit districts étaient les suivants :
1. Le district de la ville de Saint-Gall (en allemand : Berzik Stadt Sankt Gallen)
2. Le district de Rorschach (en allemand : Bezirk Rorschach)
3. Le district de Gossau (en allemand : Bezirk Gossau)
4. Le district d'Untertoggenburg (en allemand : Bezirk Untertoggenburg)
5. Le district d'Obertoggenburg (en allemand : Bezirk Obertoggenburg)
6. Le district de Rheintal (en allemand : Berzik Rheintal)
7. Le district de Sargans (en allemand : Berzik Sargans)
8. Le district d'Uznach (en allemand : Berzik Uznach)

### Redécoupage de 1831
En 1831, le découpage est fortement modifié, passant de 8 à 15 districts, soit quasiment le double, et aboli les cercles :
- Le district de Gossau voit une partie de son territoire détaché pour former le district de Wil ;
- Le district de Rheintal est supprimé et remplacé par les districts d'Oberrheintal et d'Unterrheintal ;
- Le district de Rorschach voit une partie de son territoire détaché pour former le district de Tablat ;
- Le district de Sargans voit une partie de son territoire détaché pour former le district de Werdenberg ;
- Le district d'Obertoggenburg voit une partie de son territoire détaché pour former le district de Neutoggenburg ;
- Le district d'Untertoggenburg voit une partie de son territoire détaché pour former le district d'Alttoggenburg ;
- Le district d'Uznach est supprimé et remplacé par les districts de Gaster et de See.

### Découpage de 1918
Enfin, en 1918, le district de Tablat fusionne avec le district de la ville de Saint-Gall qui prend le nom de district de Saint-Gall. Dès lors, le canton de Saint-Gall comptera jusqu'en 2002 14 districts :
- district d'Alttoggenburg
- district de Gaster
- district de Gossau
- district de Neutoggenburg
- district d'Oberrheintal
- district d'Obertoggenburg
- district de Rorschach
- district de Saint-Gall
- district de Sargans
- district de See
- district d'Unterrheintal
- district d'Untertoggenburg
- district de Werdenberg
- district de Wil